# Fontaine-Notre-Dame (Nord)
Fontaine-Notre-Dame és un municipi francès, situat a la regió dels Alts de França, al departament del Nord. L'any 2006 tenia 1.673 habitants. Limita al nord amb Raillencourt-Sainte-Olle, a l'est amb Proville i Cambrai, al sud amb Cantaing-sur-Escaut, al sud-oest amb Anneux i a l'oest amb Bourlon.

## Demografia
| Evolució de la població Ehess i INSEE |       |       |       |       |       |       |       |       |
| 1793                                  | 1800  | 1806  | 1821  | 1831  | 1836  | 1841  | 1846  | 1851  |
| 1.018                                 | 1.179 | 1.310 | 1.300 | 1.476 | 1.475 | 1.582 | 1.783 | 1.713 |

| 1856  | 1861  | 1866  | 1872  | 1876  | 1881  | 1886  | 1891  | 1896  |
| ----- | ----- | ----- | ----- | ----- | ----- | ----- | ----- | ----- |
| 1.831 | 1.915 | 1.955 | 1.934 | 1.967 | 2.071 | 2.115 | 2.106 | 2.064 |

| 1901  | 1906  | 1911  | 1921  | 1926  | 1931  | 1936  | 1946  | 1954  |
| ----- | ----- | ----- | ----- | ----- | ----- | ----- | ----- | ----- |
| 2.016 | 1.985 | 1.939 | 1.386 | 1.604 | 1.486 | 1.506 | 1.411 | 1.446 |

| 1962  | 1968  | 1975  | 1982  | 1990  | 1999  | 2006 | 2011 | 2016 |
| ----- | ----- | ----- | ----- | ----- | ----- | ---- | ---- | ---- |
| 1.467 | 1.410 | 1.489 | 1.560 | 1.639 | 1.632 | -    | -    | -    |

| 2019 | - | - | - | - | - | - | - | - |
| ---- | - | - | - | - | - | - | - | - |
| -    | - | - | - | - | - | - | - | - |

## Administració
| Període | Identitat   | Partit |
| ------- | ----------- | ------ |
| 2001-   | Serge Fovez | PS     |